# Acianthera pernambucensis
Acianthera pernambucensis là một loài thực vật có hoa trong họ Lan. Loài này được (Rolfe) F.Barros mô tả khoa học đầu tiên năm 2006.